# Replay (пісня Tamta)
«Replay» (укр. Повтор) — пісня у виконанні грузинсько-грецької співачки Tamta. Назву та виконавця пісні обрали 21 грудня 2018 року CyBC. Пісню написав Alex P. Попередній перегляд пісні було опубліковано 24 лютого 2019 року.

## Євробачення
Пісня представляє Кіпр на пісенному конкурсі Євробачення 2019 року. 28 січня 2019 року було проведено спеціальний розіграш, який помістив кожну країну в один з двох півфіналів, а також у якій половині шоу вони виступатимуть. Кіпр був розміщений у першому півфіналі, який відбувся 14 травня 2019 року, і виступив у першій половині шоу. Після того, як всі конкуруючі пісні для конкурсу 2019 року були випущені, порядок виконання півфіналів вирішувався виробниками шоу, а не через інший розіграш, так що подібні пісні не розміщувалися поруч один з одним. Кіпр виступив першим та пройшов до гранд-фіналу Євробачення 2019, що відбудеться 18 травня.

## Трек-лист
| Digital download | Digital download | Digital download |
| #                | Назва            | Тривалість       |
| ---------------- | ---------------- | ---------------- |
| 1.               | «Replay»         | 2:53             |

## Чарти
| Чарт (2019)   | Найвища позиція |
| ------------- | --------------- |
| Греція (IFPI) | 2               |